# Statárium
A statárium sajátos szabályok alapján történő rögtönítélő bíráskodást jelent. Általában kivételes közrendészeti és közbiztonsági állapotok idején alkalmazzák súlyosabb bűncselekményekkel megvádoltakkal szemben. A latin eredetű elnevezés eredetileg azt jelentette, hogy a bíróság állva hozta meg a döntését, ezért a statáriális bíróságot magyarul lábon álló bíróságnak is nevezték.
A statáriális eljárás során a bírósági tanács egyetlen tárgyalás után egyhangúlag hozza meg ítéletét, ami általában csak halálbüntetés vagy felmentés lehet, fellebbezésre és kegyelemre nincs lehetőség, a végrehajtásra pedig haladéktalanul sor kerül. Alkalmazására (bevezetésére) csak rendkívüli esetekben, az államrendet vagy a közbiztonságot súlyosan fenyegető vagy megzavaró körülmények között kerül sor. Ilyen körülmények különösen a háború, forradalom vagy súlyos természeti katasztrófa.
Hasonló körülmények szükségállapot bevezetésére is alapul szolgálhatnak, de ebben az esetben nem csupán a bíráskodás, hanem az állam egyéb feladatainak ellátását is rendkívüli szabályok határozzák meg.

## Története Magyarországon

### 1956 előtt
Magyarországon a rögtönítélő bíráskodás nyomai már a 15. században megjelentek a vármegyei törvényszékek joggyakorlatában, a 18. század második felére pedig már pontos szabályai is rögzítettek voltak. A statárium első központi szabályozása II. József magyar királytól származik. Statárium bevezetésére kezdetben egyedül a király, 1800-tól a nádor is jogosult volt. 
1849-ben, a szabadságharc alatt vésztörvényszékeket állítottak fel a belső ellenség felszámolására, a szabadságharc leverését követő abszolutizmus éveiben pedig a betyárvilág felszámolására alkalmazták a rendkívüli bíráskodást. A dualizmus első felében, mivel a közbiztonság egyes vidékeken továbbra is bizonytalan volt, egy belügyminiszteri rendelet alapján a törvényhatóság (vármegye) kérésére vezethettek be statáriális bíráskodást annak területén.
1897-től másfél évtizeden át a magyar jog nem ismerte a statárium intézményét, 1912-ben azonban törvény hatalmazta fel a kormányt bevezetésére, amire sor is került az első világháború alatt a hűtlenség, a lázadás, a gyilkosság, a rablás, a gyújtogatás, a vízáradás okozása, a közlekedési és távközlési létesítmények károsítása és néhány más, tételesen meghatározott bűntettre kiterjedően. A Tanácsköztársaság alatt szintén alkalmazták a rögtönítélő bíráskodást.
A rögtönbíráskodás addigi legszélesebb kiterjesztésére a Horthy-rendszer kezdetén került sor 1920-ban, például a magánlaksértésre és a zsarolásra is alkalmazták a rendkívüli szabályokat. (1920. évi XXXVIII. törvénycikk a rögtönbíráskodás alá vonható bűncselekmények körének kiterjesztéséről) A következő bő évtizedben többször is statáriumot hirdettek, például az 1931-es biatorbágyi merénylet után több mint egy évre. A Horthy-rendszer végére a rendkívüli bíráskodás már-már normává vált, az 1939-es honvédelmi törvény felhatalmazta a kormányt, hogy elrettentő céllal az egész ország területére és bármely bűntettre kiterjedően rögtönítélő bíráskodást vezessen be.
A második világháború után a közbiztonság helyreállítására a kormánynak adott lehetőség ismét majdnem egy évtizedig fennállt, csak 1954 tavaszán szűnt meg a rögtönítélő bíráskodás alkalmazásának lehetősége. 

### 1956 - 1957
Az 1956. évi 28. számú törvényerejű rendelet (valamint a 6/1956. (XII. 11.) Korm. rendelet a rögtönbíráskodás részletes szabályainak megállapításáról) 1956. november 11. napjának 18 órájától kezdődő hatállyal elrendelte a rögtönbíráskodást. Rögtönítélő bíróság elé utalta a gyilkosság, szándékos emberölés, gyújtogatás, rablás (fosztogatás), közérdekű üzemek vagy a közönség életszükségletének ellátására szolgáló üzemek szándékos megrongálásával elkövetett bűntett, valamint a lőfegyver, lőszer, robbanószer, illetőleg robbanóanyag engedély nélküli tartása által elkövetett bűntett miatti eljárást, ideértve a felsorolt bűntettek elkövetésére irányuló szövetséget és szervezkedést is. Ezen túlmenően a tvr. új bűntetti tényállást is megállapított: bűntetté nyilvánította a hatóságnak való bejelentés elmulasztását arról, hogy más lőfegyvert, lőszert tart engedély nélkül a birtokában. A rögtönbíráskodási eljárás a katonai bíróság hatáskörébe tartozott. A rögtönbíráskodás hatálya alá tartozó bűntettek büntetése halál volt (1956. évi 32. számú tvr.).
A rögtönítélő bíráskodást végül az 1957. évi 63. törvényerejű rendelet szüntette meg Magyarországon 1957. november 3. napjával.

### 2011 óta
A 2011. évi CXIII. törvényben ismét szerepel a rögtönbíráskodás lehetősége, amit rendkívüli állapot idején a Honvédelmi Tanács, szükségállapot idején pedig a köztársasági elnök vezethet be az ország teljes területén vagy annak egy részén. A rögtönbíráskodás elrendeléséről a sajtóban és a médiában tájékoztatni kell a lakosságot.